# Viktor Nekrassov
Pour les articles homonymes, voir Nekrassov.
Viktor Platonovitch Nekrassov (en russe : Виктор Платонович Некрасов) est un écrivain soviétique né le 4 juin 1911 (17 juin dans le calendrier grégorien) à Kiev et mort le 3 septembre 1987 à Gentilly.

## Biographie
Viktor Nekrassov , fils de Platon Nekrassov et de Zenaide Motovilova, est né à Kiev où il entame des études d'architecture tout en suivant des cours d'art dramatique. À sa sortie de l'université, il travaille comme architecte puis devient acteur et décorateur de théâtre.
Il est mobilisé dès le début de la guerre en 1941 et part sur le front où il est successivement chef de section et lieutenant du génie. Il participe à la bataille de Stalingrad, à la campagne d'Ukraine et la campagne de Pologne au cours de laquelle il est blessé et démobilisé.
Pour ses faits d'armes il recevra l'ordre de l'Étoile rouge, la médaille du Courage et les médailles Pour la Défense de Stalingrad et Pour la Victoire sur l'Allemagne.
À Kiev en 1945 il devient journaliste à Sovetskaïa Koultura [La Culture soviétique]. Il se fait connaître en 1946 en publiant Dans les tranchées de Stalingrad (V okopakh Stalingrada). Ce roman, très largement inspiré de sa propre expérience des combats, est la chronique de la vie d'un bataillon à travers le quotidien de ses soldats. Le roman reçoit le prix Staline en 1946. Il en tirera le scénario pour le film Les Soldats réalisé par Aleksandre Ivanov (ru) en 1956.
En 1954, après le mort de Staline, Nekrassov profite de la déstalinisation pour publier La Ville natale s'éloignant du réalisme soviétique.
En 1959, il appelle ouvertement à la construction d'un monument pour commémorer le massacre de Babi Yar. Kira publié en 1961 tente d'évoquer le thème des camps. Après l'éviction de Nikita Khrouchtchev, Nekrassov rejoint d'autres intellectuels pour dénoncer la restalinisation du pays.
Du fait de ses activités politiques, il est expulsé du parti en 1973, et doit émigrer en France en 1974. Il y poursuit ses activités de dissident et l'URSS révoque sa citoyenneté en 1979. Marié a Galina Bazi. Il meurt à Gentilly en 1987 et sera enterré au cimetière russe de Sainte-Geneviève-des-Bois.

## Œuvres
- Dans les tranchées de Stalingrad, 1946.
- La Ville natale, 1954.
- Kira, 1961.
- Carnets d'un badaud, 1976.
- Saperlipopette, 1983.
- Une petite histoire triste, 1986.

## Traductions en français
- La Ville natale, Les éditeurs français réunis, 1954.
- Dans les tranchées de Stalingrad (trad. René L'Hermitte), Paris, Presses de la Cité, 1963.
- Kira (titre original: Kira Gueorguievna ; trad. Lily Denis), Paris, Éditions du Seuil, 1963, 156 p.
- Carnets d'un badaud (titre original : Zapiski zevaki; trad. Michel Aucoutirier), Paris, Éditions Julliard, 1976, 217 p.
- Ceux du front (titre original : Vassia Konakov), Paris, Éditions Julliard, 1978.
- Un regard plus autre chose, (trad. Daria Olivier), Paris, Éditions Gallimard (coll. Du monde entier), 1979, 271 p.  (ISBN 2070286002)
- Dans les tranchées de Stalingrad, La ville natale, Carnets d'un badaud, Paris, Éditions Louison , 2019.